# Tielt

Tielt é um município da província belga de Flandres Ocidental. O município compreende a cidade de Tielt e as vilas de Aarsele, Kanegem e Schuiferskapelle. Em 1 de Julho de 2006, o município tinha 19.277 habitantes, uma área de 68,50 km², corespondendo a uma densidade populacional de 281 habitantes por km². A cidade é sede do distrito homónimo.

## História
Forma encontrados na área do município vestígios de ocupação galo-romana.  Em 1245, Margarida de Constantinopla, Condessa da Flandres outorgou-lhe um foral concedendo-lhe o estatuto de cidade e decidiu ainda fundar ali um hospital. Uns mais tarde foram construídos um mercado. Como a cidade vizinha de Roeselare, Tielt fez parte da província de Kortrijk,Flandres. No século XIII e no século XIV, a economia da maior parte  das cidades flamengas baseava-se na indústria têxtil, enquanto as áreas rurais viviam dos produtos agrícolas.
Em 1393, Filipe o Corajoso decidiu que ocorrese nesta cidade uma festa anual, deste modo Tielt tornou-se um dos principais centros produtores da indústria do linho até ao século XVI. As décadas seguintes, contudo foram marcadas por dois grandes fogos e um par de epidemias, incluindo a Peste, a cidade foi ainda massacrada por fomes severas até finais do século XVII. Contudo de 1700,  até à Revolução belga de 1830, a cidade voltou a prosperar, tornando-se naquela altura um centro regional da indústria de construção.
Durante a I Guerra Mundial, a cidade de Tielt tornou-se o quartel-general do exército alemão. Os bombardeamentos durante a Segunda Guerra Mundial foram muito destrutivos. Deste modo, a cidade teve de ser reconstruída após o final da Segunda Guerra Mundial. Hoje Tielt é uma tipica cidade de província, que oferece serviços comerciais, médicos e educativos à região em redor.

## Monumentos

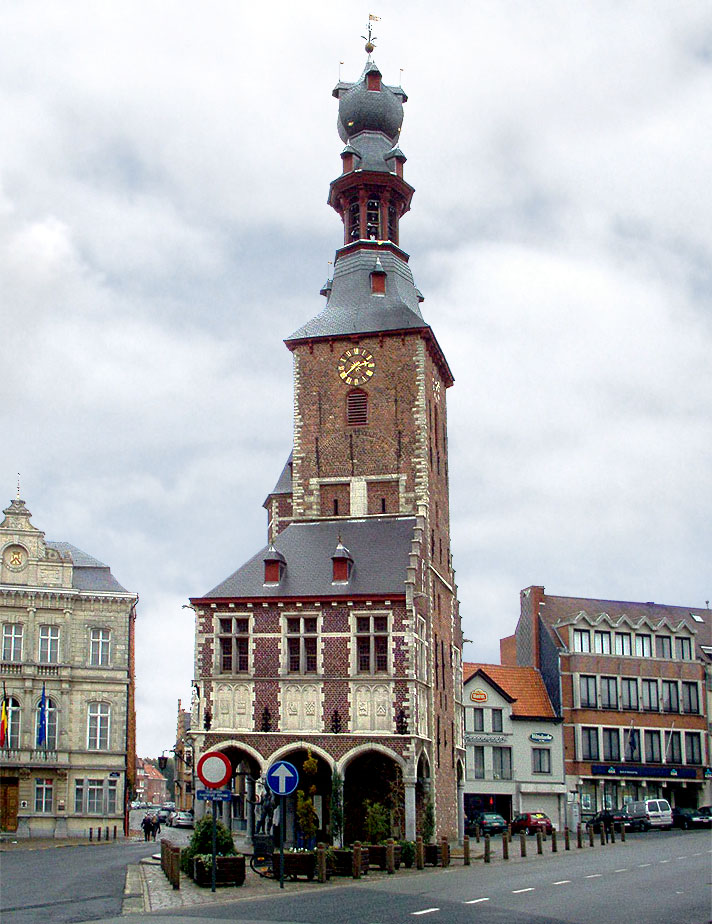
Halletoren, a Torre da igreja, com o sino.

- O sino da Igreja, está classificada pela UNESCO como Património Mundial da Humanidade
- Igreja de São Pedro.
- Nos arredores da cidade podem-se avistar diversos moinhos, alguns ainda em a(c)tividade.

## Festividades
Todos os anos, no primeiro fim-de-semana de Julho a cidade celebra  a Europafeesten (Festa da Europa).  Esta festa é ocasião para uma braderie (uma rua com saldos), teatro de rua, festival de blues, fogo-de-artifício, e  terraços de café para animação nocturna.

## Pessoas nascidas em Tielt
- Josse Ravesteyn, teólogo do século XVI
- Godfried Danneels, cardeal da Igreja católica
- Briek Schotte, vencedor de dois campeonatos do mundo de ciclismo

## Cidade gémeas
- Alemanha: Groß-Gerau
- Itália: Bruneck
- França: Brignoles
- Polónia: Szamotuły